# Сенжерменски споразум (1919)
Споразум у Сен Жермену је потписан 10. септембра 1919. године у палати Сен Жермен ен Ле код Париза (фр. Château de Saint-Germain-en-Laye) између земаља сила Антанте и новоосноване Републике Аустрије, као припаднице поражених Централних сила. Ово је један од мировних уговора којима је завршен Први светски рат а који су на Париској конференцији мира (од 18. јануара 1919. до 28. јуна 1919. у Паризу) закључени са сваком побеђеном државом посебно.
Према споразуму, којим је регулисан распад Аустроугарске, Република Аустрија, састављена од већине територије на којима су живели говорници немачког језика, је морала да призна независност Мађарске, Чехословачке, Пољске и Државе Словенаца, Хрвата и Срба. У споразуму су се регулисале и ратне репарације, којима је Аустрија требало да плати ратне трошкове сила Антанте.

## Одлуке
Споразум има укупно 381 чланка и њиме се регулише подела Аустроугарске, границе нове државе Аустрије, одрицање Аустрије од свих одузетих јој територија и плаћање ратних одштета. У преамбули споразума наводи се:
САД, Британско Царство, Француска, Италија и Јапан, државе које су међусобним споразумима обавезале као савезнице и главне силе те: Белгија, Кина, Куба, Грчка, Никарагва, Панама, Пољска, Португал, Румунија, Држава СХС, Сиам и Чехословачка, које са горе наведеним државама савезницама, чине асоцијативна силе, на једној страни и на другој, Аустрија у улози наследнице аустроугарске владе, која је са савезничким и асоцијативним силама 3. новембра 1918. године принуђена на примирје и тиме јој је омогућено потписивање мировног споразума … обавезује се на … прихватање кривице за избијање Првог светског рата, на укидање монархије у Аустрији и увођење републиканског система, … на прихватање чињеница о настајању и признавање нових држава Чехословачке, Државе СХС … и проглашавањем краја рата …
Одлуку су између осталих потписали:
- У име председника САД Вудроа Вилсона:
  - Лион Полк, нижи државни секретар,
  - Хенри Вајт, бивши амбасадор САД у Риму и Паризу
  - генерал Таскер Х. Блис,
- У име британског краља Џорџа VI:
  - Aртур Џејмс Балфоур, државни секретар за спољашње послове,
  - Ендру Бонар Лоу,
  - Вискоунт Милнер,
  - Џорџ Николл Барнс,
- У име председника републике Француске Ремона Поенкареа:
  - Жорж Клемансо, председник владе и министар рата,
  - Стефен Пичон, министар спољних послова,
  - Луј-Лусијен Клоц, министар финанција,
  - Андре Тардиеу, генерални комесар француско-америчких ратних питања,
  - Жил Камбон, француски амбасадор
- У име италијанског краља Емануелa III:
  - Томасо Титони, краљевски сенатор и министар спољашњих послова,
  - Виторио Сциалоја, краљевски сенатор,
  - Магиорино Ферарис, краљевски сенатор,
  - Гуљијелмо Маркони, краљевски сенатор,
  - Силвио Креспи, члан парламента,
- У име краља Краљевине СХС Петра I Карађорђевића:
  - Никола Пашић, бивши председник министарског савјета краљевине Србије,
  - Анте Трумбић, министар спољашњих послова
  - Иван Жолгер, доктор правних наука
- У име председника Чехословачке Томаша Масарика:
  - Карел Крамар, председник министарског савета
  - Едвард Бенеш, министар спољашњих послова
- У име републике Аустрије:
  - Карл Ренер, председник владе Аустрије

Споразум је подељен на четрнаест делова којима се регулишу међусобни односи са другим државама у Европи, привредне, казнене одредбе и сл.

### део — Друштво народа
Првим делом споразума дефинише се оснивање и организација Друштва народа са седиштем у Женеви. Организација је требала да кориштењем међународних права, спречи ратове, који би наступили услед немогућности решавања проблема између држава. Овај део са 26 чланака улази и у друге споразуме париске мировне конференције и налази се у првом делу свих пет споразума.
 Чланцима 1-26 одређује се начин функционисања Друштва, права и обавезе држава чланица, финансирање и све опште одредбе битне за функционисање организације.

### део — Границе Аустрије
Овим делом одређују се границе према суседним државама, начин дефинисања граница картом и текстом, начин израде протокола свих учествујућих страна, постављање граничних ознака, те нумерисање истих и логистичку подршку граничним комисијама од стране сусједних држава и Аустрије.
 Чланак 27 одређује:
 1. Границе према Швајцарској и Лихтенштајну остају непромењене. 
 2. Граница према Италији се мења и Јужни Тирол, Финшгау са градом Болцано, Трентино и тзв. Каналска долина са градом Тарвизио припадају Италији. Подручја су већински насељена становништвом са немачким матерњим језиком, те и данас у Италији имају извесну аутономију. Полуострво Истра припада Италији. 
 3. Граница на подручју Корушке према Држави СХС и касније Краљевни СХС. Због готово апсолутне већина становништва словеначког порекла, подручју око града Целовца, посебним се одредбама омогућује могућност референдума и избора. Подручје је подељено у две зоне, предлогом америчког председника Вудроа Вилсона из 1918. године названом „14 тачака”. То ће се право у Корушкој искористити, те референдумом из 1921. године подручје ће припасти Аустрији. Места Језерско, Преваље, Межице и Равне на Корошкем припадају Држави СХС.
 4. Доња Штајерска са градовима Марибор и Цеље припадају Држави СХС. Град Марибор са већинским немачким становништвом припада Држави СХС, а за узврат Аустрија добија подручје око Радкерсбурга. Покушај оружане побуне немачког становништва тзв. „Крвава мариборска недеља” у Марибору јануара 1919. године угушен је од стране словеначких војника. 
 5. Граница према Мађарској се мења и Градишће, тада названо Западна Мађарска припада Аустрији. Део око града Сопрон (нем: Ödenburg) референдумом се опредељује за останак у Мађарској. 
 6. Границе према Чехословачкој. Чешка, Моравска, Аустријска Шлезија и неки градови Доње Аустрије припадају новој држави. Делови Судета са већинским немачким становништвом припадају Чехословачкој. Једна од већих грешака париских мировних преговора, јер због јаке културне и прометне повезаности са Немачком и Аустријом, ова ће одлука довести 30-тих година до тзв. „Судетске кризе”. 
 7. Граница са Немачком остаје непромењена.
 Чланцима 28-34 одређује се начин регулисања проблематике трошкова израде карата, граничних каменова, њихов изглед, постављање и одржавање. Све трошкове сносе обе стране у једнаком уделу. Државама је препуштена могућност накнадног регулисања граница на рекама, у случају промене тока граничне реке. Државе се обавезују на размену катастарских и земљопосједничких података и карата.
 Чланком 35 одређује се израда коначних граничних протокола, карата и прилога у три примерка, од којих два остају владама граничих држава, а трећи се примерак треба предати влади Француске, која ће осталим силама победницима омогућити увид у исте. 

### део — Политичке одредбе према Европи

#### Италија
Чланцима 36-38 регулише се утврђивање заједничке границе, као и одрицање од свих права на територији одузетој од Аустрије. Сва права интернираних и евакуираних особа за време трајања рата, Аустрија мора поштовати, као имовинске и правно-економске захтеве протераних особа. Аустрија се обавезује на враћање средства у аустријској валути, која су у току рата наплаћивана на подручјима припојених Италији. Такође све трошкове који су настали мобилизацијом војника из тог подручја, као и реквизицијом и трошковима смештаја војника.
 Чланак 39 одређује Италији преузимање наплате свих пореза и пристојби свих сврста, на територијама које су припојене Италији, које су са 3. новембром 1918. године за наплату.
 Чланцима 40-42 регулише се имовина Аустро-Угарске у Италији (Палату „Palazzo Venezia”) Италија преузима без одштете. Жељезница и сва инфраструктура жељезнице која је на новој италијанској територији припада Италији. Све жељезничке вагоне, који се од почетка рата налазе у Аустрији, обавезује се Аустрија за повратак Италији. Граничне жељезничке станице, регулисаће се накнадним споразумима.
 Чланак 43 Аустрија се обавезује на доношење закона, одредби и договора, који онемогућавају стварање картела, трустова и других економских заједница, које имају неку везу са производним процесима на новим италијанским територијама. 
 Чланак 44 обавезује Аустрију за десетогодишњу опскрбу италијанских подручја са електричном енергијом у оној мери која задовољава потребе подручја. Такође се регулише слободно кориштење воде од стране Италије из језера Рејблси.
 Чланак 45 
 1. Судске пресуде од 4. аугуста 1914. године, у цивилним и трговинским процесима, које су донесене од судова са подручја додељеног Италији, између становника тог подручја и других делова Аустроугарске, су важеће тек након што новоосновани суд са тог подручја донесе одлуку о извршењу пресуда.
 2. Све пресуде, које су донесене од 4.аугуста 1914. године од судова бивше Аустроугарске против држављана Италије, укључиво оне, који су италијанско држављанство добили на основу овог споразума, због политичких преступа су неважеће.
 3-5. Регулишу међусобну сарадњу судова и других управних субјеката Италије и Аустрије у размени података, информација, које могу помоћи заједничком решавању проблема.

#### Држава СХС
Чланак 46 Аустрија признаје, као што су то већ савезничке и асоцијативне силе учиниле, потпуно независност Државе СХС.
 Чланак 47 Аустрија се одриче свих права и захтева на територије бивше Аустроугарске, које више нису на територији Аустрије, као што је одређено у чланку 27, а сада припадају Држави СХС.
 Чланак 48 У року од две недеље након ступања на снагу овог споразума, треба се створити комисија од седам чланова, од који су пет чланови сила савезница и асоцијативних сила, а по један члан из Аустрије и Државе СХС, који ће на лицу мјеста одредити правац и положај границе из чланка 27. овог споразума. Комисија одлучује по већинском принципу, а одлуке су обавезујуће за обе стране.
 Чланак 49 одређује границу у подручју Корушке и града Целовца. 
 Чланком 50 се регулише линија поделе подручја Корушке на два дела и то на јужни и северни део. Референдумом се даје право опредељења становништву за изјашњавање у којој држави желе да живе. За организацију референдума потребно је основати комисију, која ће организовати референдум. Комисија ће имати шест чланова, од којих су четири из САД, Велике Британије, Француске и Италије, а по један из Аустрије и Државе СХС. Аустријски члан учествује у преговорима само ако се ради о другој зони, док представник Држава СХС, учествује само у преговорима прве зоне. Све одлуке се усвајају већином. Прва зона ће бити под управом војника Државе СХС, те ће се њоме управљати законима те државе. У другој зони вреди аустријски закон и она је под управом аустријске војске. У обе зоне, војне снаге се обавезују на одржавање реда и мира, те омогућавање неометаног рада комисији. Ове трупе требају у најкраћем могућем року, бити замењене полицијским снагама. Комисија је задужена за организацију слободног, тајног гласања на референдуму, као и спречавања свих утицаја на гласаче са стране. У првој ће се зони референдум одржати у року од три месеца, након доношења овог споразума. У случају резултата референдума за Државу СХС, у другој ће се зони одржати референдум, у року од три недеље након објављивања резултата референдума у првој зони. У случају резултата референдума за припојење Аустрији, друга ће зона аутоматски припасти Аустрији. Право гласа на референдуму имају све особе:
а) са напуњених двадесет година, на дан 1. јануара 1919. године,
б) које имају стално место боравка, од 1. јануара 1919. године у зони у којој се референдум одржава,
ц) које су рођене у зони или најмање од 1. јануара 1912. године имају стално место боравка у истој.
Све одлуке усвајају се на основу већинског резултата. Резултати референдума комисија мора саопштити савезничким силама, те обавезати државу којој су подручја припала, за увођење правног система на истом. Трошкове комисије и референдума деле обје државе.
 Чланцима 51-52 обавезује се Држава СХС за поштивање права националних мањина, као и доношење нових споразума који ће регулирати та питања. Питања неких трошкова и финанцијских обавеза Аустроугарске регулисаће се чланком 203.

#### Чехословачка
Чланак 53 Аустрија признаје, као што су то већ савезничке и асоцијативне силе учиниле, потпуно независност Чехословачке, које обухвата и аутономно подручје јужно од Карпата насељено Русинима.
 Чланак 54 Аустрија се одриче свих права и захтева на територије бивше Аустроугарске, које више нису на територију Аустрије у корист Чехословачке, као што је одређено у чланку 27, а сада припадају Чехословачкој.
 Чланак 55 Комисија од седам чланова, од којих су пет чланова из савезничких и асоцијативних сила, и по један из Аустрије и Чехословачке, формираће се у року од две седмице од доношења овог споразума, да на лицу места одреди правац државне границе, као у чланку 27. овог уговора. Одлуке комисије су за обе стране обавезујуће
 Чланак 55 Чехословачка се обавезује на неће на делу своје територије, на десној обали Дунава, јужно од Братиславе, градити војне објекте.
 Чланцима 56-57 обавезује се Чехословачка на поштивање права националних мањина, као и доношење нових споразума који ће регулирати та питања. Питања неких трошкова и финанцијских обавеза Аустроугарске регулисаће се чланком 203.